# Harvey Naarendorp

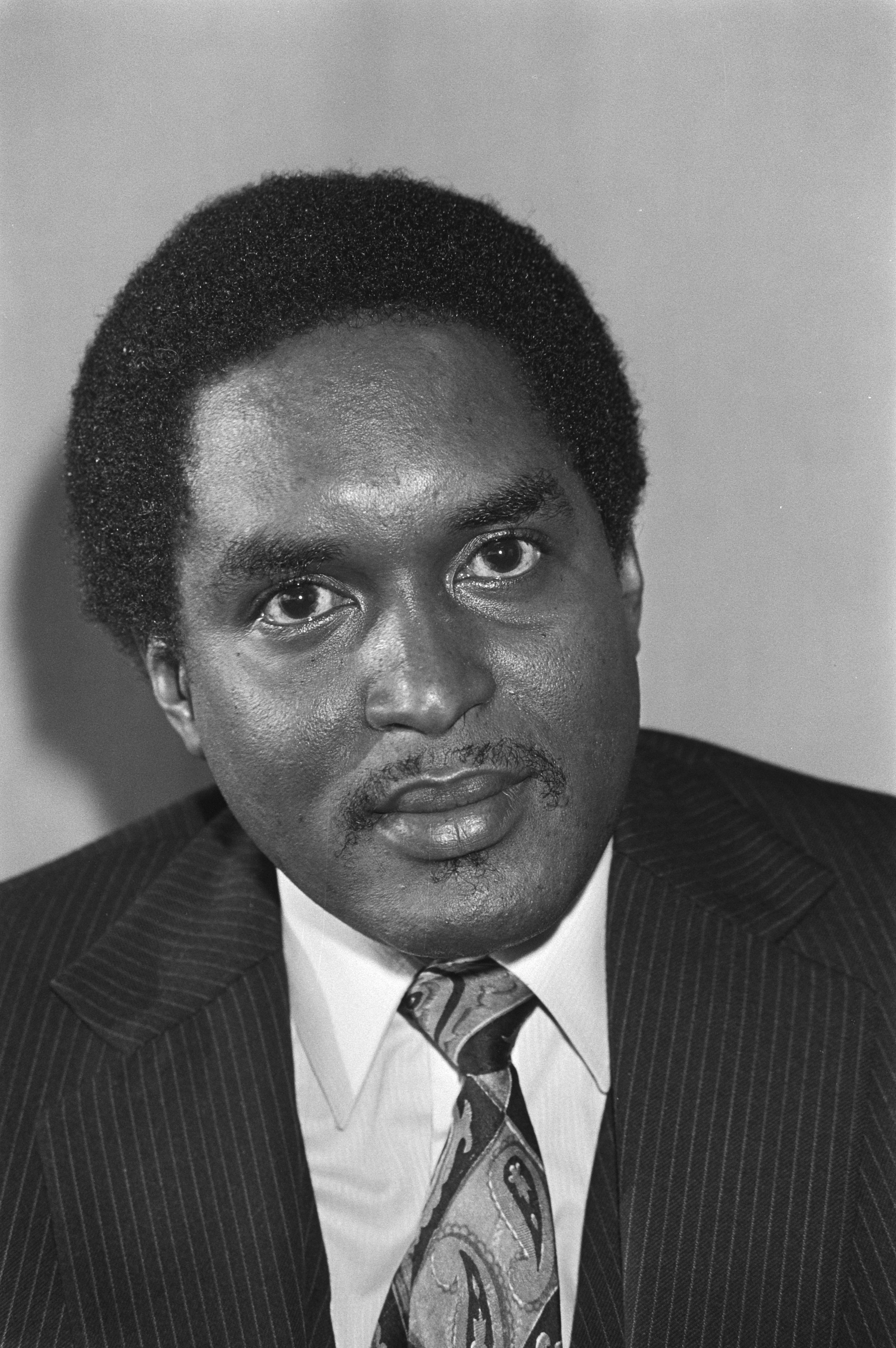
Harvey Naarendorp in 1981.

Harvey Harold Naarendorp (Paramaribo, 31 maart 1940) is een Surinaams diplomaat en politicus.

## Biografie
Naarendorp groeide op Curaçao op en keerde op zijn 15e terug naar Suriname waar hij zijn middelbare school afmaakte. Nadat hij enkele jaren had gewerkt op de afdeling export van Bruynzeel vertrok hij naar Nederland waar hij in 1975 afstudeerde in de rechten aan de Universiteit van Amsterdam. Toen in februari 1980 de Sergeantencoup onder leiding van Desi Bouterse plaatsvond was Naarendorp docent privaatrecht aan de Universiteit van Suriname.
Op verzoek van de aan de macht gekomen militairen werd hij secretaris van de Commissie Ontwikkelingssamenwerking Nederland-Suriname (CONS). In die periode was Naarendorp net overgestapt van de Volkspartij van Rubin Lie Pauw Sam naar de daarvan afgesplitste Revolutionaire Volkspartij (RVP), die een nauwere band voorstond met de Nationale Militaire Raad (NMR).
In januari 1981 volgde hij André Haakmat op als minister van Leger en Politie, Justitie en Buitenlandse Zaken. Bij het aantreden van de regering-Neijhorst eind maart 1982 werd Naarendorp minister van Buitenlandse Zaken. Diezelfde maand kwam Desi Bouterse met het statuut Toedeling van de staatsmacht waarin stond dat het hoogste gezag in Suriname kwam te liggen bij het Beleidscentrum bestaande uit:
- legerleider Desi Bouterse (voorzitter)
- Roy Horb (vicevoorzitter)
- premier Henry Neijhorst
- minister van Buitenlandse Zaken Harvey Naarendorp.

In die periode werd Naarendorp gerekend tot de linkse ideologen. Kort na de Decembermoorden op 8 december 1982 legden alle ministers hun functie neer. In maart 1983 behoorde hij tot de oprichters van de 25 Februari-beweging die tot doel had om de uitgangspunten van de revolutie van 1980 te bewaken. Uit deze beweging zou later de Nationale Democratische Partij (NDP) voortkomen.
In november 1984 werd hij als kabinetschef van Desi Bouterse opgevolgd door Henk Herrenberg waarna Naarendorp weggepromoveerd werd als ambassadeur in Mexico. Aansluitend was hij van 1987 tot 1991 ambassadeur van Suriname in Brazilië. Van 1997 tot 2001 was Naarendorp ambassadeur in Trinidad en Tobago en tevens niet-residerend ambassadeur in Barbados, Haïti en de Dominicaanse Republiek. In 2010 werd hij chef-staf van het kabinet van president Desi Bouterse en in 2011 vertrok hij naar Frankrijk als ambassadeur van Suriname.
Naarendorp werd verdacht van betrokkenheid bij de Decembermoorden maar werd in juni 2019 vrijgesproken.

## Privé
Samen met zijn neef Henk Naarendorp bezit hij zes hout- en goudconcessies onder de naam NaNa Resources. Zijn nicht Ellen Naarendorp (zus van Henk) was minister en adviseur.